# LEO
LEO (укр. ЛЕО) — міжнародна процесингова компанія, яка розробляє платіжні рішення для бізнесу, працює з розробниками ігор та дистриб'юторами ігрових сервісів.
Головний офіс компанії розташований у Києві. LEO також присутня у Львові та Варшаві. Компанія заснована в 2013 році Альоною Шевцовою.

## Історія
ТОВ «Леогеймінг Пей» є правонаступником ТОВ «КЕПІТАЛ ІНВЕСТ ГРУП» заснованого 5 грудня 2013 року. 16 червня 2015 року ТОВ «КЕПІТАЛ ІНВЕСТ ГРУП» змінило своє найменування на ТОВ «Фінансова компанія ЛЕОГЕЙМІНГ ПЕЙ». 9 грудня 2015 року НБУ видав компанії ліцензію на переказ коштів у національній валюті без відкриття рахунків. Ця ліцензія надавала право здійснювати прийом платежів на території України.
У 2017 році компанія Leogaming разом з Mastercard запустили додаток Parking UA для оплати паркування на 219 комунальних парковках Києва.
У 2018 році LeoGaming розпочала співпрацю з Viber в Україні у сфері забезпечення технічної інтеграції сервісів Viber, в тому числі Viber Out, з мобільними операторами і платіжними терміналами.
У 2018 році LeoGaming отримала сертифікат безпеки за міжнародним стандартом Payment Card Industry Data Security Standards (PCI DSS). У 2019 та 2020 роках компанія підтверджувала відповідність усім умовам цього сертифікату, оновивши його до найвищого рівня — PCI DSS 3.2.1.
У лютому 2020 року фінансова компанія «Леогеймінг Пей» отримала валютну ліцензію НБУ, яка дає право торгівлі валютними цінностями у готівковій формі.
У серпні 2020 року «Леогеймінг Пей» запустила першу в Україні касу з валютообмінних операцій з програмним РРО.У 2019 році НБУ надав внутрішньодержавній платіжній системі LEO — статус міжнародної платіжної системи.
За підсумками 2019 року платіжна система LEO обробила більше 17 млн трансакцій.
У 2020 році Leogaming уклали угоду з Ding, найбільшою міжнародною платформою для поповнення мобільних рахунків, щоби онлайн-гравці могли поповнювати мобільні рахунки через власні електронні гаманці по всьому світу.
За підсумками першого півріччя 2020 року платіжна система LEO увійшла в п'ятірку лідерів ринку грошових переказів України за даними НБУ та утримує цю позицію. В цьому ж році НБУ вніс Leogaming у категорію важливих платіжних систем України.
1 жовтня 2021 року було змінено найменування з ТОВ «ФІНАНСОВА КОМПАНІЯ ЛЕОГЕЙМІНГ ПЕЙ» на ТОВ «ФІНАНСОВА КОМПАНІЯ ЛЕО».
11 березня 2023 року проти компанії було застосовано блокуючі санкції РНБО терміном на 5 років.

## Керівництво
Компанія очолюється Шевцовою Альоною.
Окрім «ЛеоГеймінг Пей», Альона Шевцова є засновницею юридичної фірми «LeoPartners» та Головою Наглядової Ради транзакційного банку IBOX BANK.
У березні 2020 року увійшла до рейтингу топ-8 найуспішніших жінок української fintech-індустрії за версією PaySpace Magazine.
Головою Наглядової ради LEO є Хейло Галина Михайлівна.

## Соціальна відповідальність
LeoGaming є офіційним спонсором Федерації шахів України та баскетбольного клубу «Київ-Баскет».
У грудні 2019 року компанія передала Національному Інституті хірургії та трансплантології ім О. О. Шалімова апарат радіочастотної абляції, а у вересні 2020 року передала Інституту 935 000 грн для проведення складної дитячої операції.
Навесні 2020 року компанія виділила 2.8 млн грн на закупівлю апаратів ЕКМО (екстракорпоральної мембранної оксигенації). Проєкт реалізували Альона Шевцова спільно зі співзасновниками monobank Олегом Гороховським і Володимиром Яценком. Загальна сума пожервти склала більше 6 млн грн.
У жовтні 2021 року Альона Шевцова заснувала благодійний фонд Leo Foundation, який підтримує напрямки освіти, охорони здоров'я та гуманітарної допомоги.
1 листопада 2021 року була створена кіберспортивна команда Leogaming по CS: GO. Кіберкоманда LeoGaming взяла участь у більше ніж 30 спортивних турнірах та здобула перемогу в 65 % турнірів. У тому ж році компанія LEO у співпраці з Mastercard та дизайнером Катериною Квіт розробили колекцію одягу для геймерів.